# Jürgensby
Jürgensby (dänisch: Jørgensby; Sønderjysk: Jørnsby; Petuh und niederdeutsch Jürnsby) ist ein Stadtteil Flensburgs, der sich nach der Eingemeindung von Süder- und Norder-St. Jürgen im Jahr 1874, den Hohlwege im Jahr 1877 sowie der Landgemeinde Jürgensgaard im Jahr 1900, aus besagten Gebieten entwickelte.
Der Stadtteil, aufgrund seiner Hügellage gelegentlich als Flensburgs Blankenese bezeichnet, gehört zum Angelner Hügelland. Daher wähnen sich die Einheimischen gemäß ihrem Selbstverständnis auf Jürgensby und nicht in Jürgensby.

## Geschichte

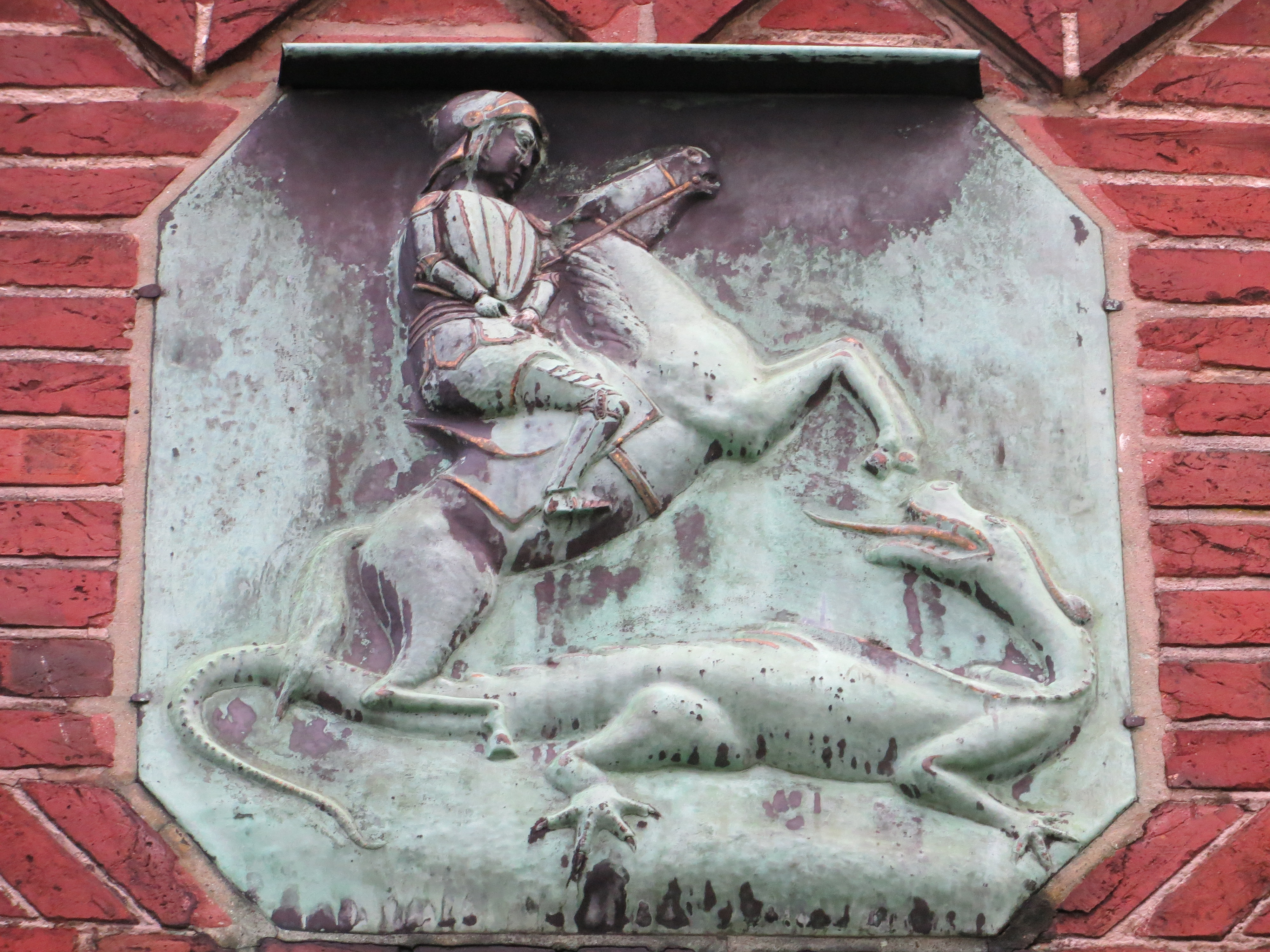
Bildnis des Namensgebers des Stadtteils, des Heiligen Georg beziehungsweise Jürgen, am Gemeindehaus der St.-Jürgen-Kirche

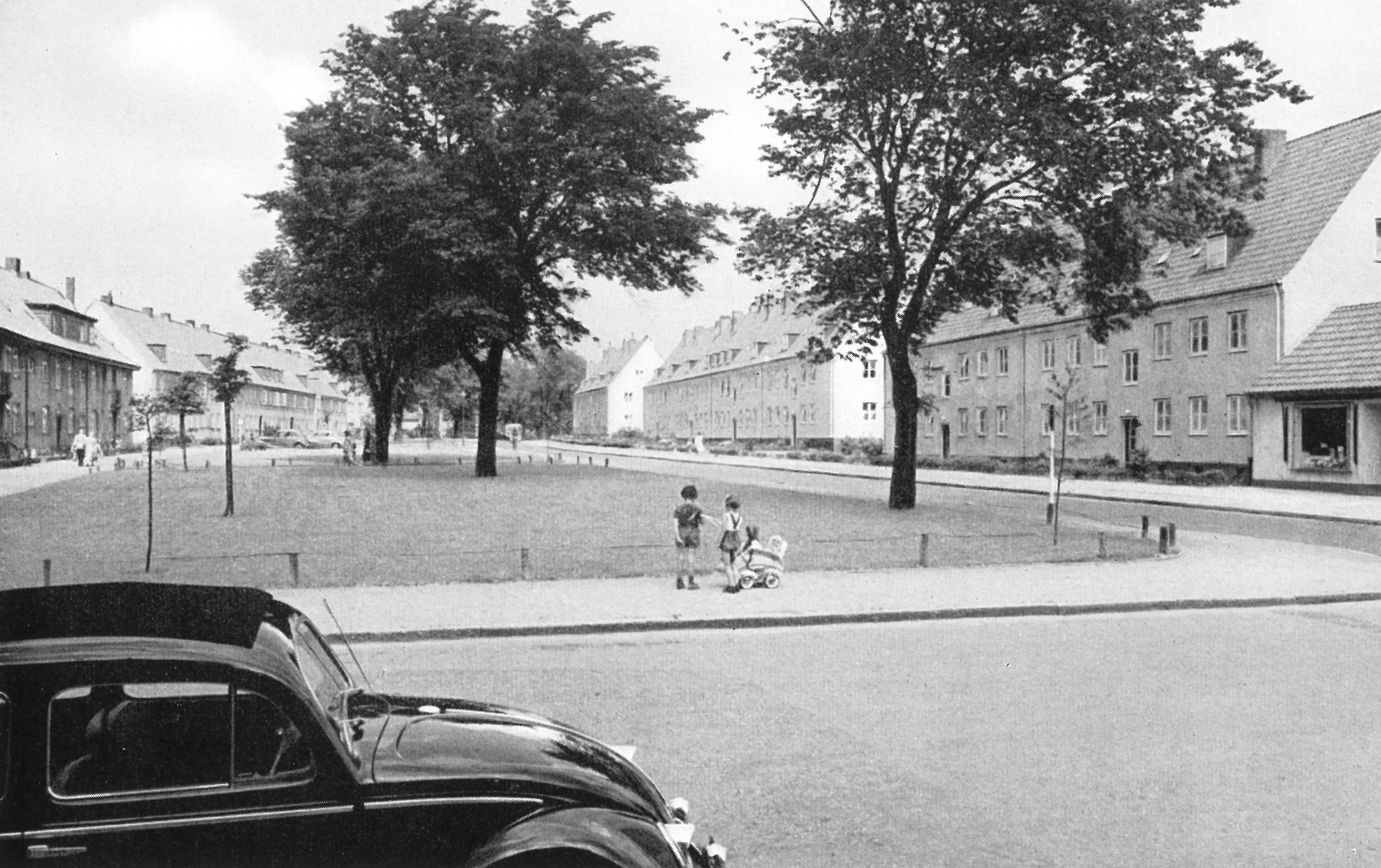
ERP-Siedlung an der Glücksburger Straße

Keimzelle der Ortschaft war ein Leprosen-Hospital unweit der Stadt Flensburg, dessen Schutzpatron der heilige Georg (niederdeutsch Jürgen, dänisch Jørgen) war. Es lag auf einer Anhöhe, wo sich der am Hang ansteigende Weg aus dem Flensburger Johannisviertel, der Weg zur Ballastbrücke und nach Fruerlund kreuzten. Nach der Reformation wurde das Hospital mit vier anderen Flensburger Stiftungen zu einer neuen Hospitalsinstitution zusammengefasst, wobei das Franziskanerkloster St. Katharinen in der Flensburger Innenstadt als Standort bewahrt und der Standort St. Jürgen aufgegeben wurde. Südwestlich des ehemaligen mittelalterlichen Hospitals wuchs in der Folgezeit die Siedlung St. Jürgen zu einem Vorort von Flensburg heran. Östlich von St. Jürgen wurde Landwirtschaft betrieben. Jürgensgaard, wie dieser Siedlungsbereich genannt wurde, bestand im Jahr 1840 noch aus vier selbständigen Höfen und zwei Katen, die aber alle dem Flensburger Hospital unterstanden. Gleiches galt auch für die Katensiedlung Bredeberg, ein Teil des Gebietes Hohlwege, das am Südende der Jürgensgaarder Gemarkung an der in den 1840er Jahren ausgebauten Chaussee von Flensburg nach Glücksburg lag. Diese Ortschaft, die ab den 1870er Jahren schließlich vorstädtisch ausgebaut wurde, nannte man zeitweise auch Jürgensgaardfeld. Eine weitere von Jürgensgaard abgelegte Katensiedlung war Blasberg nördlich des Lautrupsbachtals. Von dieser Ortschaft gehörte allerdings nur die Hälfte dem Hospital; der Rest unterstand dem Amt Flensburg. Auch das Adelbyer Gebiet Vogelsang sowie Blocksberg gehörten dem St.-Jürgen-Hospital. 1853 wurde die Jurisdiktion des Flensburger Hospitals aufgehoben. Fortan unterstand Jürgensgaard wie das gesamte Kirchspiel Adelby der Amtsverwaltung.
1864 wurde das Herzogtum Schleswig preußisch. Nach den ab 1867 durchgeführten Kommunalreformen bildete Jürgensgaard eine eigenständige Landgemeinde im Kreis Flensburg. Diese umfasste neben den genannten Ortschaften Jürgensgaard, Hohlwege und Bredeberg und Blasberg auch das direkt an der Förde gelegene Kielseng. — Blasberg und Kielseng gehören heute zu Fruerlund. — Mit der Eingemeindung von Norder- und Süder-Sankt-Jürgen 1874 und der Hohlwege 1875 rückte die Grenze der Stadt Flensburg in breiter Front an die Jürgensgaarder Gemarkung. Zunächst entwickelte sich vor allem Bredeberg in Verlängerung des Norderhohlwegs an der Glücksburger Chaussee immer mehr zu einer Flensburger Vorstadt; hier entstand auch die später weitbekannte Adelbyer Meierei. Durch den Bau der Flensburg-Kieler Eisenbahn 1881, der Flensburger Kreisbahn ab 1885 (und später zudem durch den Bau der Nordstraße (Bundesstraße 199) im Lautrupsbachtal) wurde Jürgensgaard räumlich vom nördlichen Teil der Gemeinde getrennt. Das hochgelegene Jürgensgaard wurde in den 1890er Jahren nicht zuletzt dank der schönen Aussicht über die gegenüberliegende Altstadt zu einer bevorzugten Flensburger Wohngegend. 1900 erfolgte schließlich die Eingemeindung nach Flensburg. Nach 1900 wurde Jürgensgaard gemäß dem von Josef Stübben aufgestellten Flächennutzungsplan städtisch ausgebaut, und zwar sowohl mit Villen als auch mit Etagenwohnungen. 1907 wurde die neue St.-Jürgen-Kirche, die seither die Ortslage beherrscht, an der Stelle des früheren Leprosen-Hospitals eingeweiht. Die Ortschaft Blasberg wurde durch den Bau der neuen Hauptverbindung nach Mürwik 1912 an die Stadt angeschlossen. In den 1920er Jahren und verstärkt in den 1950er Jahren wurde es baulich immer mehr ein Teil von Fruerlund und wurde in Konsequenz diesem Stadtteil zugeordnet. Gleiches gilt für Kielseng, das als Wohnplatz dem Ausbau des Osthafens zum Opfer fiel. Der Südwesten des alten Fruerlund wiederum wurde zu einem Teil Jürgensbys. 1914 bis 1919 entstand das imposante Gebäude der Goethe-Schule von Paul Ziegler, das seitdem einen großen Teil des Hangs von Jürgensby beherrscht. Einzelne der alten Höfe Jürgensgaards blieben im Übrigen noch länger bestehen, bis in den 1970er Jahren zahlreiche, teils sehr große Neubauten in Jürgensgaard entstanden.

## Gliederung des Stadtteils

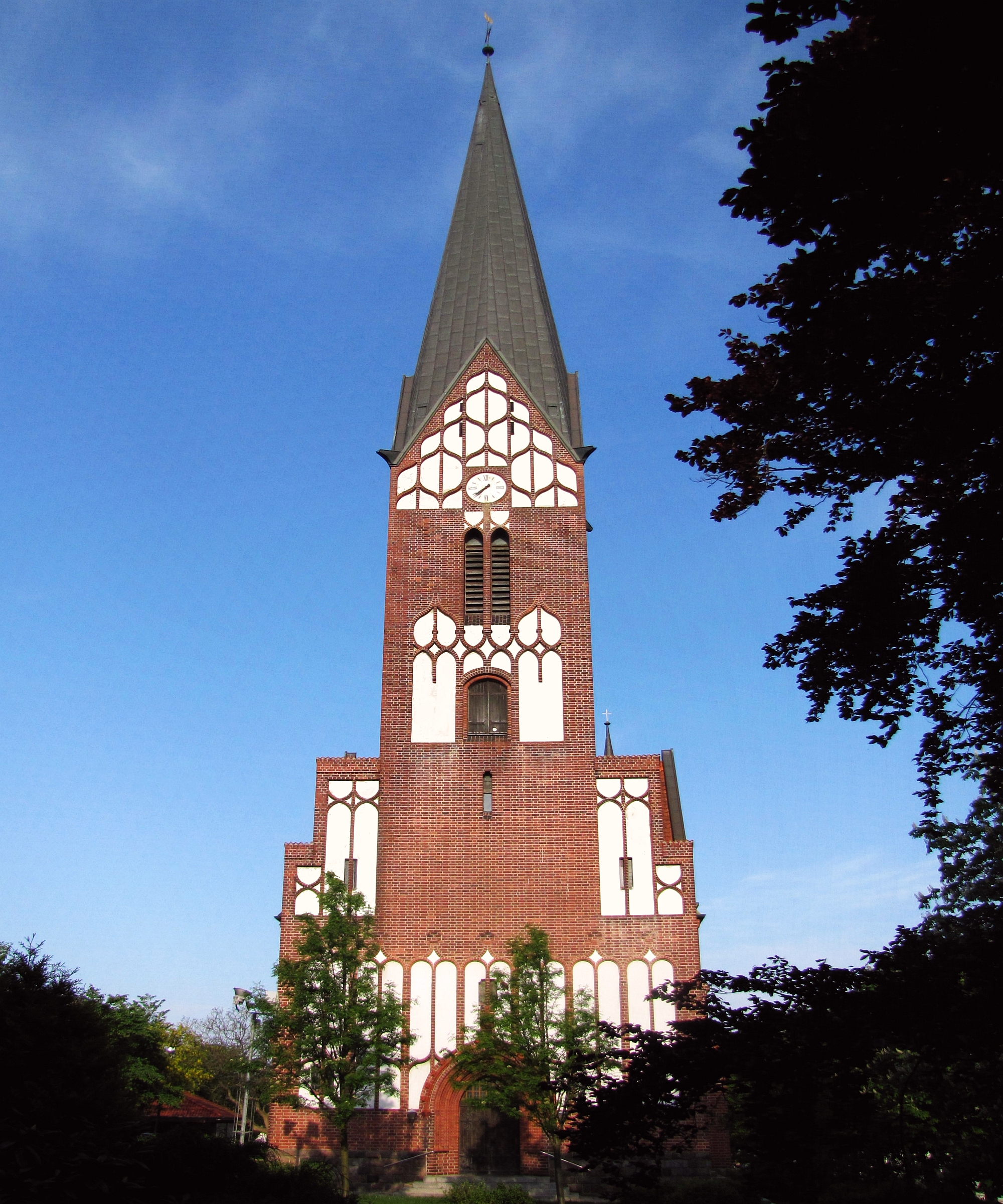
St. Jürgen-Kirche
(erbaut 1903–1907)

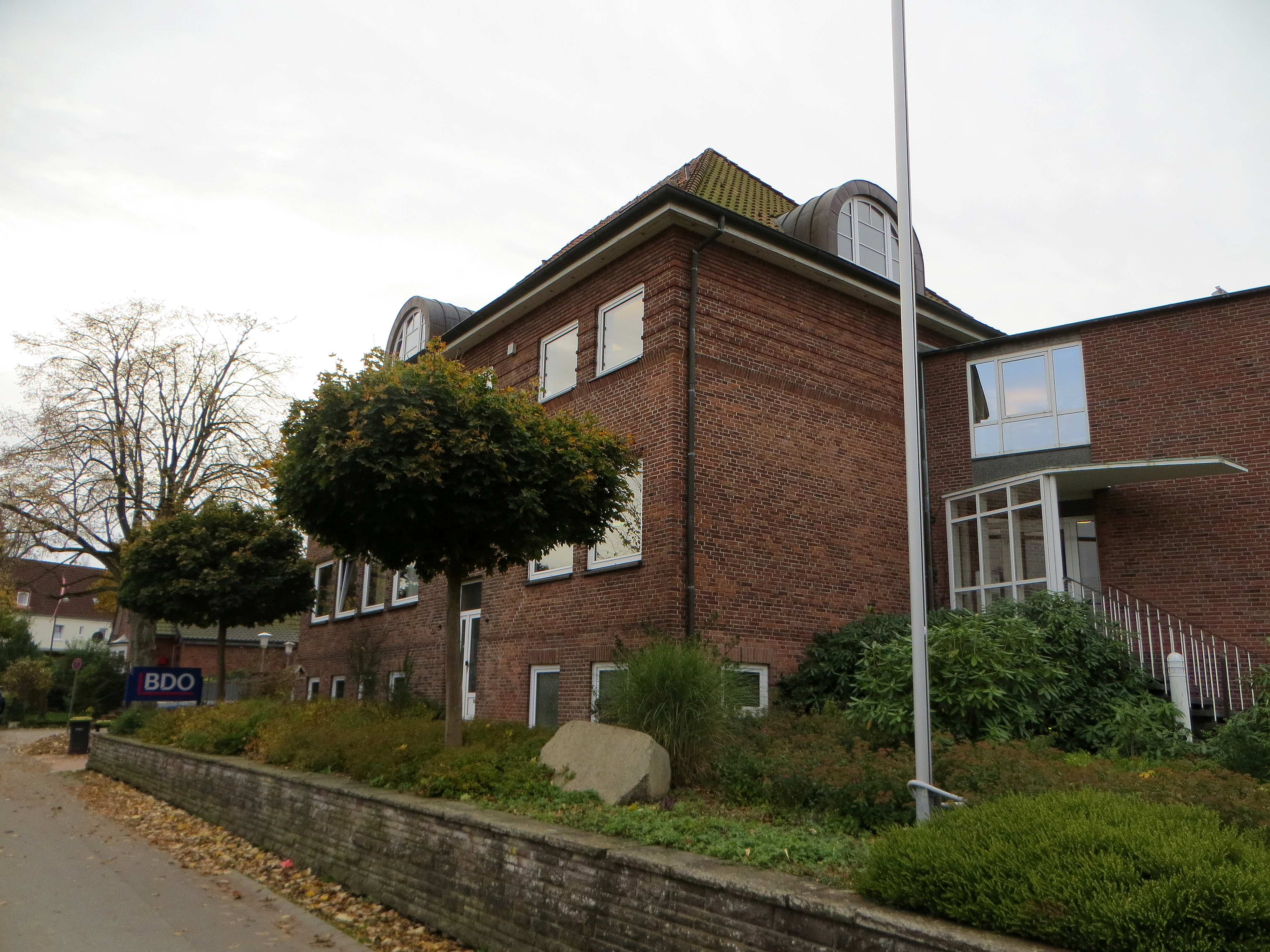
Das ehemalige Sendegebäude an der Straße Am Sender im Stadtbezirk Sender Flensburg-Jürgensby im Jahr 2013

Der Stadtteil besteht heute aus vier Stadtbezirken:

### St. Johannis
St. Johannis (dänisch: Sankt Hans), unter anderem zur Vermeidung von Verwechslungen mit Adelby, häufig als Johannisviertel bezeichnet, liegt nahe der Flensburger Innenstadt. Das Johannisviertel mit seiner Kirche St. Johannis stellt einen der vier ursprünglichen Siedlungskerne der Stadt Flensburg dar. Er gilt als Keimzelle des Flensburger Stadtkerns. Als eigentliche, aber weniger bekannte Keimzelle der Stadt, gilt jedoch Adelby mit seiner Kirche St. Johannis. Im Johannisviertel liegt auch ein Areal, wo eine Burg gestanden haben soll (Vgl. Dammhofareal). Ein erheblicher städtebaulicher Schaden entstand in den 1960er Jahren durch den Neubau der Handwerkskammer Flensburg in besagten Bereich.

### St. Jürgen
St. Jürgen (dänisch: Sankt Jørgen) ist die Keimzelle des Stadtteils mit der Kirche sowie dem Kapitänsviertel.

### Jürgensgaard
Der Stadtbezirk Jürgensgaard (dänisch: Jørgensgård bzw. Jørgensgaard) liegt östlich von St. Johannis und St. Jürgen. Jürgensgaard bildete von ungefähr 1869 bis 1900 eine eigenständige Landgemeinde im Kreis Flensburg. Es wurde aber noch im Jahr 1900 in die kreisfreie Stadt Flensburg eingemeindet. Durch diese Eingemeindung erhielt der Stadtteil den Großteil seiner Ausdehnung.

### Sender Flensburg-Jürgensby
Der östliche Bereich des Stadtteils, der nach dem ehemals dort befindlichen Sender (auch Bleistift) benannt wurde. Heute erinnert außer dem Stadtbezirksnamen, noch das alte Sendegebäude und die Straße Am Sender an den ehemaligen Sender. Am 7. Mai 1945 gab Lutz von Schwerin-Krosigk über den Jürgensbyer Sender die bedingungslose Kapitulation der Wehrmacht bekannt, das Ende des Zweiten Weltkriegs in Europa (VE-Day). Im nahgelegenen Stadtteil Mürwik befand sich damals der provisorische Sitz der Reichsregierung. Der Sender Flensburgs befindet sich heute im Vogelsang in Engelsby. Zum Stadtbezirk gehören auch am Randbereich nach Engelsby, Teile von Fruerlundmühle.

## Zentralbereiche
Ein zentral gelegenes Nahversorgungszentrum besitzt Jürgensby nicht. Am südlichen Rand liegt jedoch der Hafermarkt, wo Einkaufsmöglichkeiten bestehen. Ein Stück weiter talwärts befindet sich zudem die Flensburger Innenstadt. Eine weitere Einkaufsmöglichkeit, stellt der Twedter Plack in Mürwik dar, der über die Bismarckstraße, die Verlängerung aus Mürwiker Straße und Fördestraße auf direktem Wege erreichbar ist.
Einen optischen Zentralbereich in Form einer Grünanlage bildet der Sankt-Jürgen-Platz, mit dem daneben liegenden Bremerplatz, oberhalb des Hafermarktes. Am Sankt-Jürgen-Platz befinden sich ein asiatisches Schnellrestaurant mit Lieferservice und es befand sich dort auch lange Zeit eine Apotheke namens Adler-Apotheke. Der markante Adler der Apotheke befindet sich weiterhin gut sichtbar zum Platz über dem Eingang des Eckgebäudes. Der Bremerplatz dient heute als Spielplatz. Am Sankt-Jürgen-Platz laufen einige Busverbindungen vom Twedter Plack Richtung Innenstadt zusammen; zum einen die Stadtlinien und die Regionallinie aus Glücksburg über das Stadion, zum anderen die (ehemaligen) AFAG Linien über Engelsby.

## Kultureinrichtungen

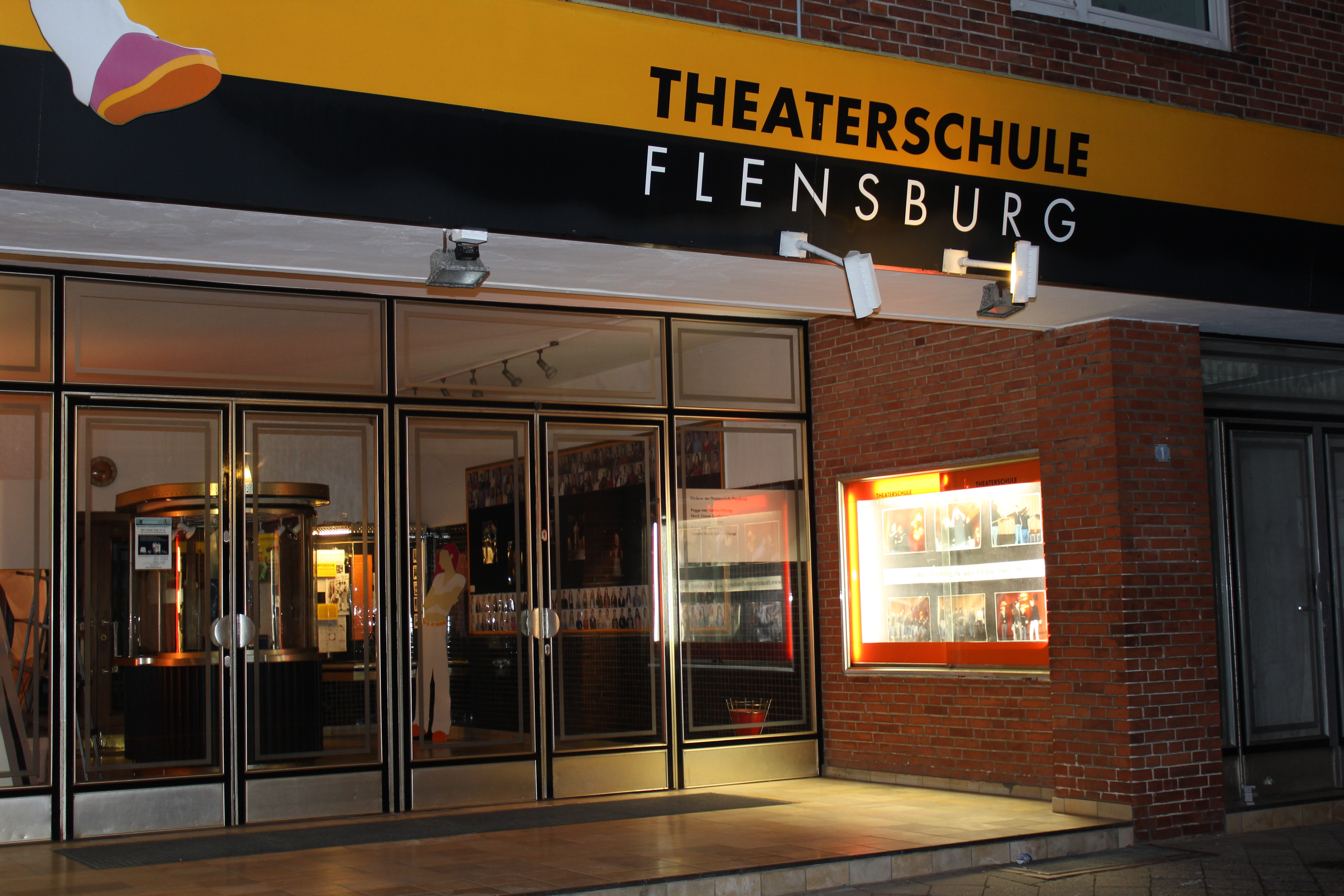
Die Theaterschule Flensburg im Palast-Theater-Gebäude (2014)

Neben dem Gemeindehaus der Kirche existieren noch weitere Institutionen und Häuser, in denen im Stadtteil Kulturveranstaltungen und kulturelle Angebote stattfinden. Es sind dies:

### Offener Kanal Flensburg
Der Offene Kanal Flensburg ist ein Fernsehsender, dessen Programm von volljährigen Bürgern mit Wohnsitz in Schleswig-Holstein, Hamburg oder der Region Syddanmark gestaltet wird. Darüber hinaus bietet die Institution Schnittplätze, einen Verleih von Kamera-Hardware sowie Kurse zum Thema Filmen an. Weiters werden dort Proberäume, Ateliers und Räumlichkeiten für Vereinstreffen zur Verfügung gestellt. Seit 2015 befindet sich hier auch der Hackerspace des Nordlab e. V.

### Theaterschule Flensburg
Die Theaterschule Flensburg befindet sich in einem ehemaligen Kino, dem Palast-Theater, am Adelbyer Kirchenweg zur Bismarckstraße hin. Das Kino wurde 1955 erbaut und bestand bis 2003. Die heute dort ansässige Theaterschule bietet Kurse zum Erlernen des Schauspiels an.

### Theaterwerkstatt Pilkentafel
Die Theaterwerkstatt Pilkentafel ist das Freie Theater der Stadt Flensburg und das einzige seiner Art im Landesteil Schleswig. Seit 1983 wird dort professionell zeitgenössische darstellende Kunst produziert. Mit jährlich ungefähr sechs Neuproduktionen, 120 Abendvorstellungen und zusätzlichen Schul- und Kinderaufführungen ist die Pilkentafel ein Akteur in der Kulturszene der Stadt Flensburg.

## Kultur und Sehenswürdigkeiten
In der Liste der Kulturdenkmale in Flensburg-Jürgensby stehen die in der Denkmalliste des Landes Schleswig-Holstein eingetragenen Kulturdenkmale.
- das Kapitänsviertel, ein Viertel, in dem in früheren Jahrhunderten insbesondere Kapitäne ihre Häuser bauten
- Am unteren Rand des Kapitänsviertels liegt das Dienstwohngebäude des Divisionskommandos, das ehemals militärisch genutzte Gebäude aus der Kaiserzeit war, obwohl Flensburg zeitweise eine Militärstadt war, das einzige militärisch genutzte Gebäude im Stadtteil Jürgensby. Die militärischen Anlagen in der Stadt liegen heute fast vollständig im benachbarten Mürwik.
- Die St.-Jürgen-Treppe bietet einen Ausblick auf die Stadt[15]
- Kleine St.-Jürgen-Treppe, eine schöne Treppenverbindung zum Kapitänsviertel[16]
- die Teufelsbrücke verbindet Jürgensby mit Fruerlund